# Jules Laroche

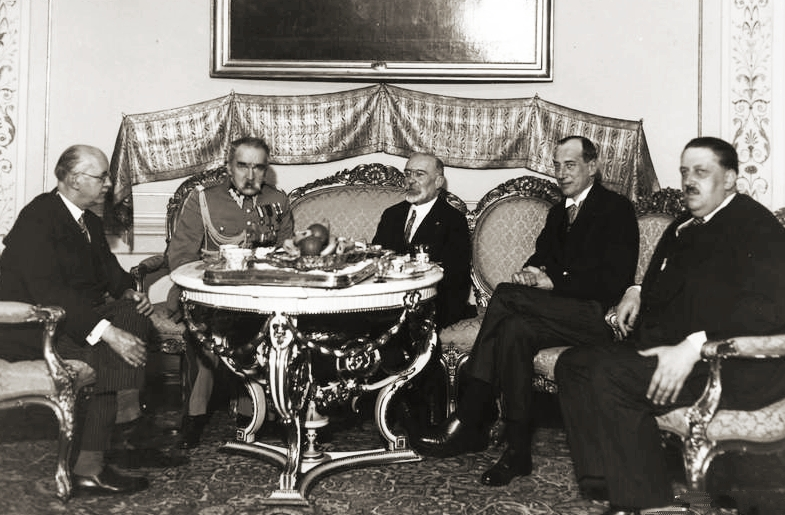
Jules Laroche, Józef Piłsudski, Louis Barthou, Józef Beck, Jan Szembek podczas wizyty Barthou w Polsce, kwiecień 1934

Jules Laroche (ur. 4 listopada 1877 w Paryżu, zm. 13 lipca 1961 w Dinard) – francuski dyplomata, dyrektor Departamentu Politycznego Ministerstwa Spraw Zagranicznych Francji w latach 1924–1926, ambasador w Polsce od 26 czerwca 1926 do 29 maja 1935. Następca Hectora André de Panafieu.
Członek Komisji do Spraw Polskich na konferencji pokojowej w Paryżu.
Laroche jest autorem pamiętników La Pologne de Pilsudski: souvenirs d'une ambassade 1926–1935 (pol. Polska lat 1926–1935: wspomnienia ambasadora francuskiego) wydanych w Paryżu w 1953, w których opisywał politykę zagraniczną II Rzeczypospolitej pod kierownictwem Józefa Piłsudskiego, widzianą oczami zagranicznego dyplomaty.

## Odznaczenia
- Order Orła Białego (1935)
- Odznaka Honorowa Polskiego Czerwonego Krzyża I stopnia (1935)[4]